# Église Saint-Martial de Saint-Martial-de-Vitaterne
L'église Saint-Martial est une église située à Saint-Martial-de-Vitaterne, dans le département français de la Charente-Maritime en région Nouvelle-Aquitaine.

## Historique
Elle dépendait du prieuré de l'abbaye Saint-Martial de Limoges.
L'église est inscrite au titre des monuments historiques par arrêté du 5 décembre 2000.

## Galerie

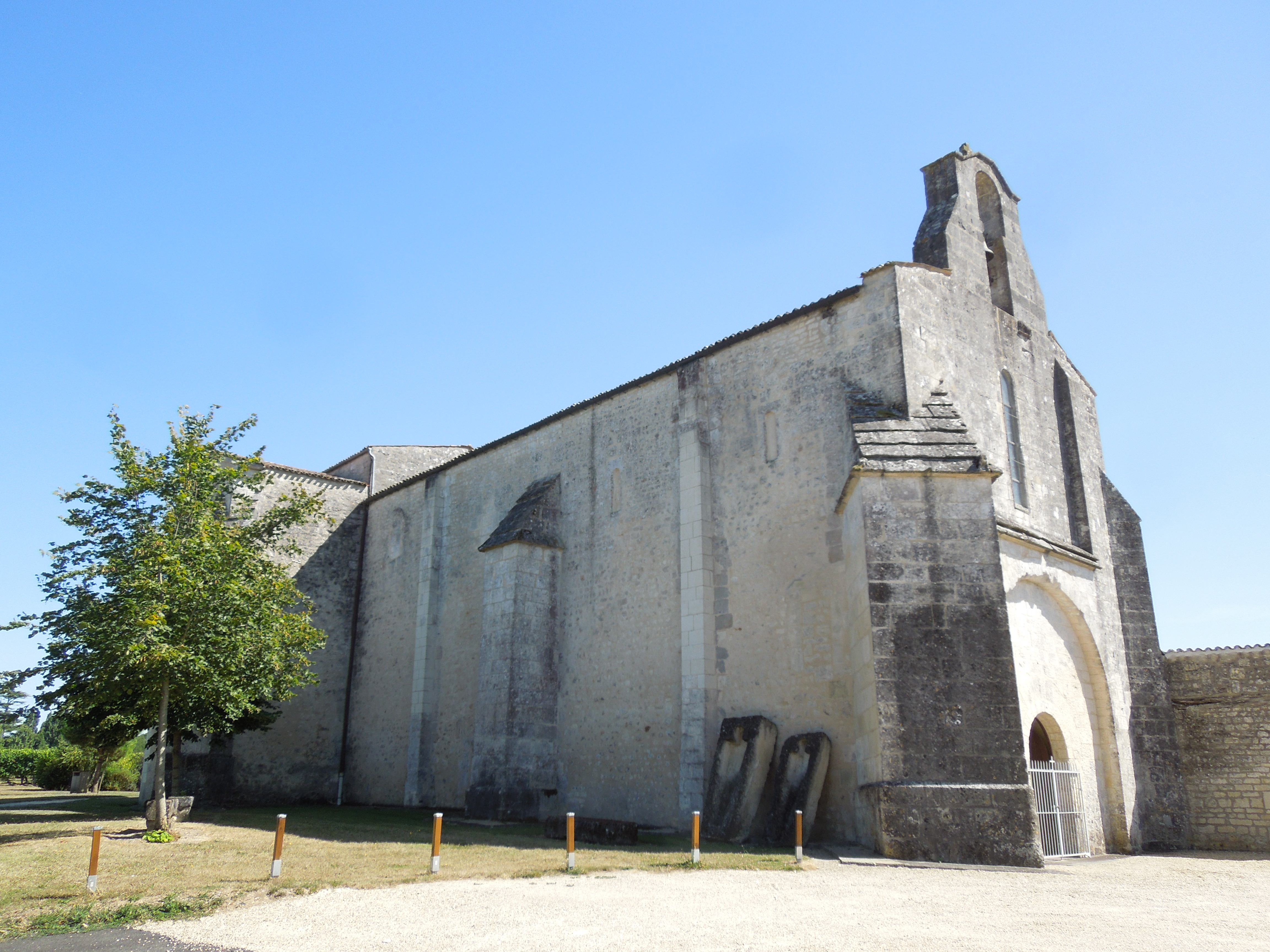
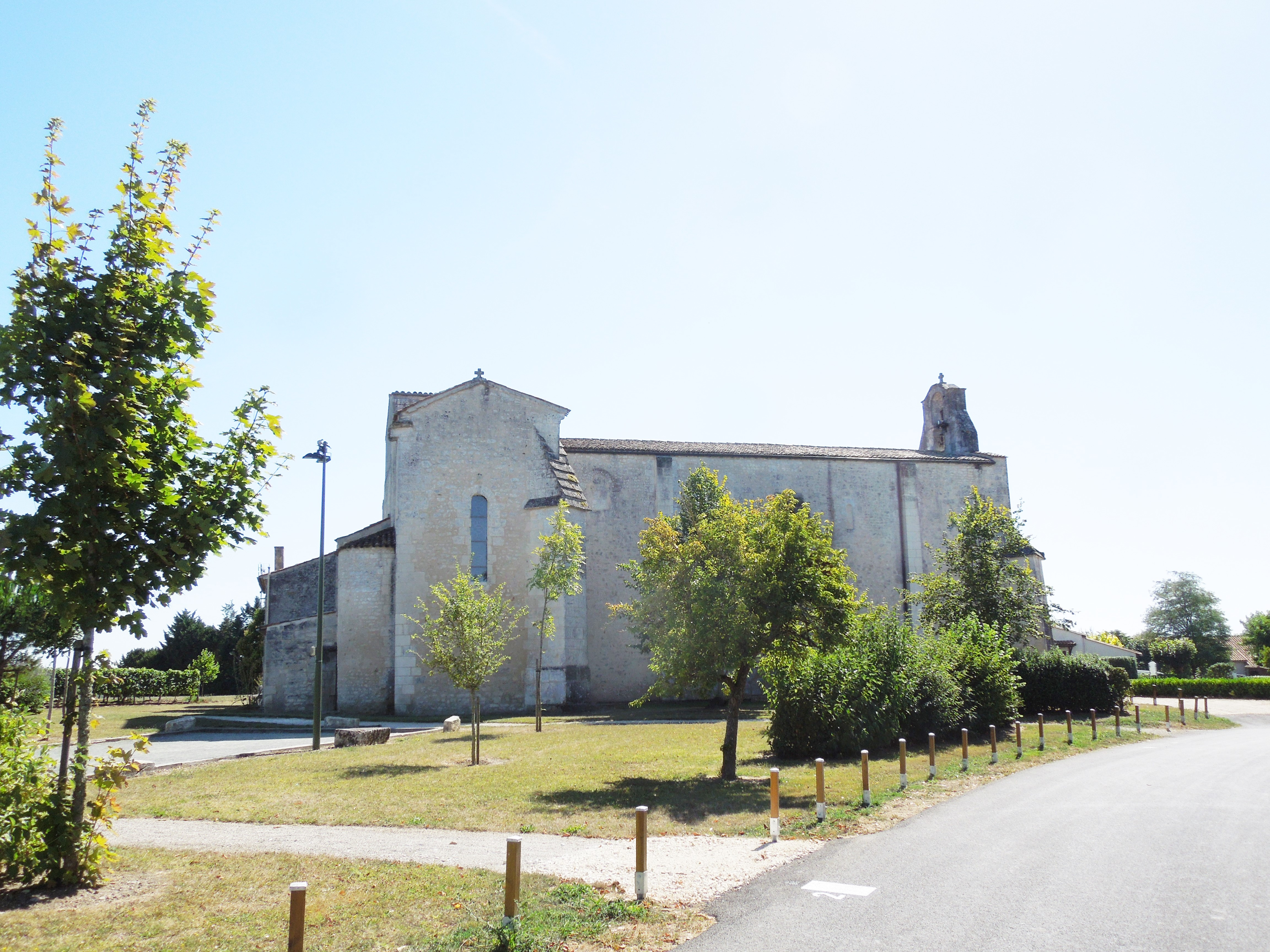
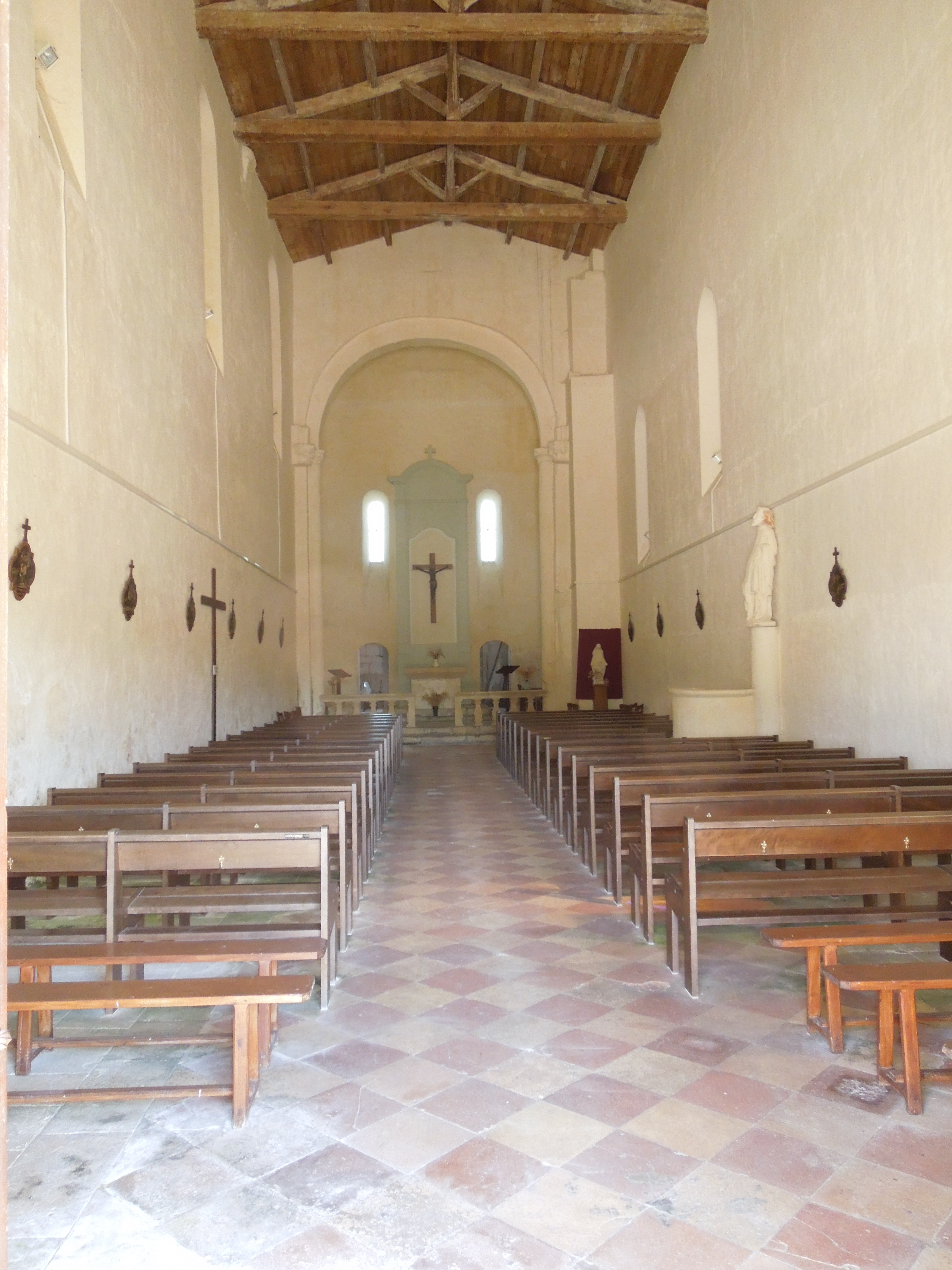
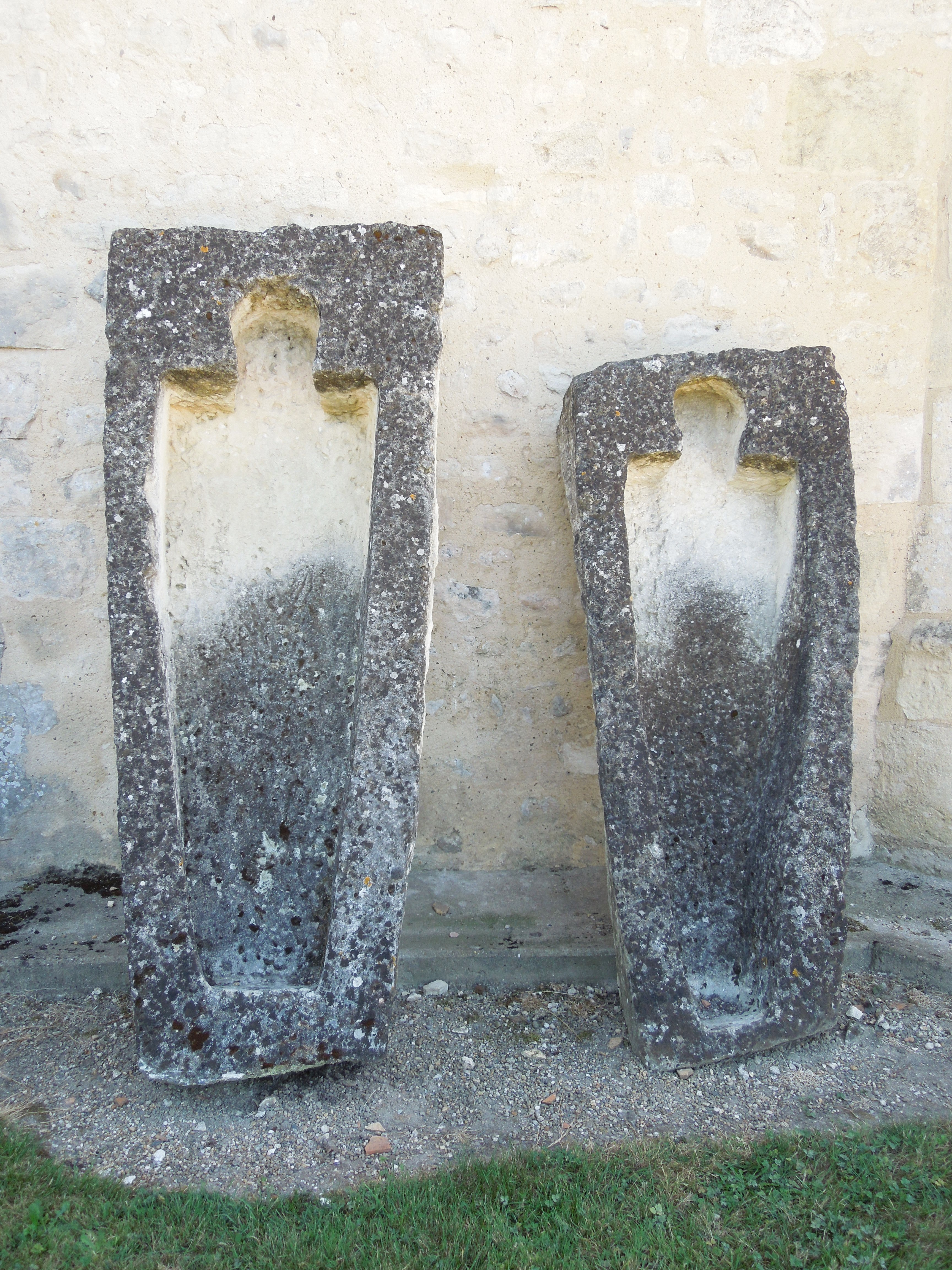
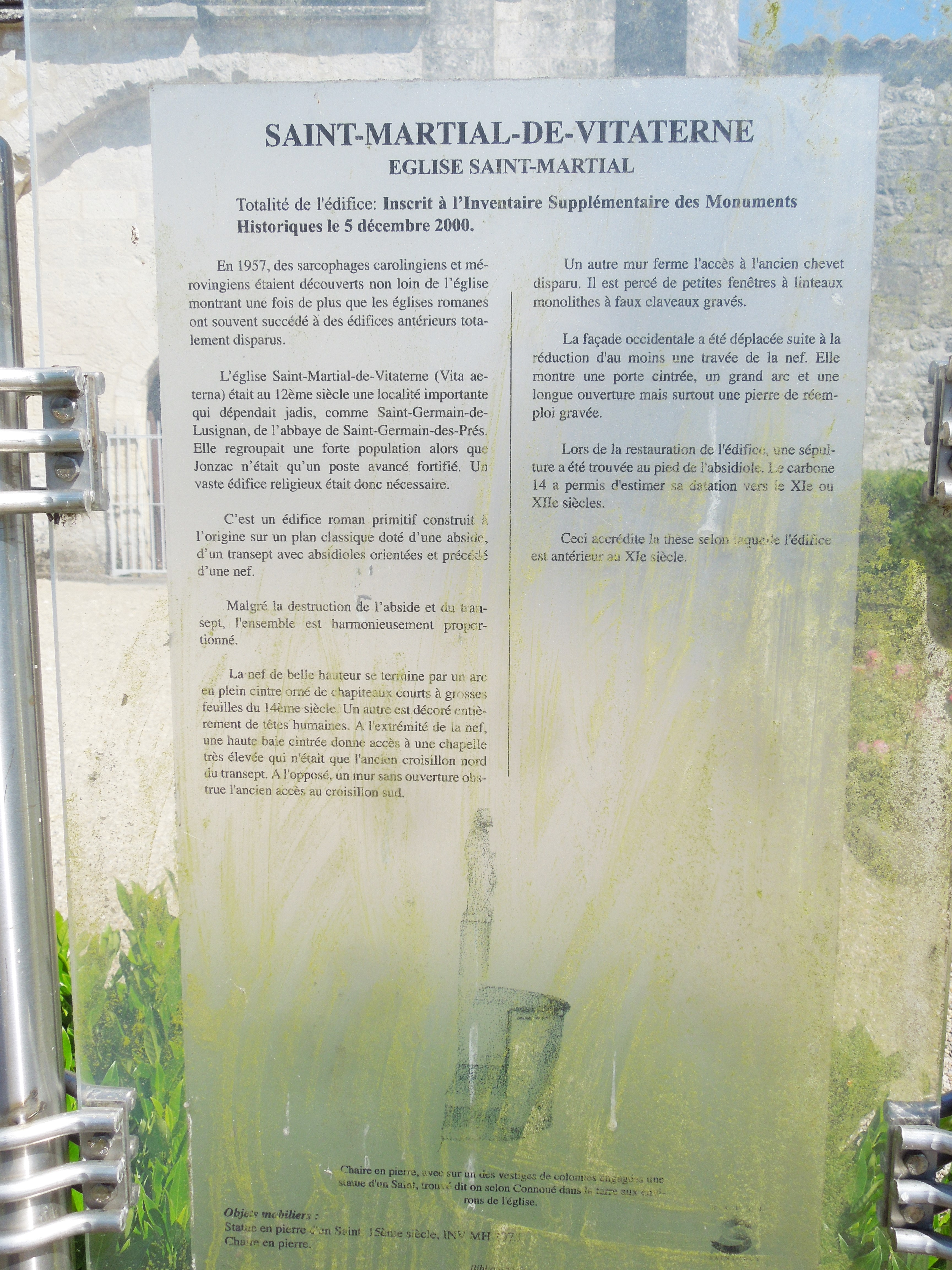